# Thāna Bhawan
Thāna Bhawan är en ort i Indien.   Den ligger i distriktet Muzaffarnagar och delstaten Uttar Pradesh, i den norra delen av landet, 110 km norr om huvudstaden New Delhi. Thāna Bhawan ligger 253 meter över havet och antalet invånare är 33 498.
Terrängen runt Thāna Bhawan är mycket platt. Runt Thāna Bhawan är det mycket tätbefolkat, med 1 095 invånare per kvadratkilometer. Närmaste större samhälle är Shamli, 18,4 km sydväst om Thāna Bhawan. Trakten runt Thāna Bhawan består till största delen av jordbruksmark.